# Khí cầu

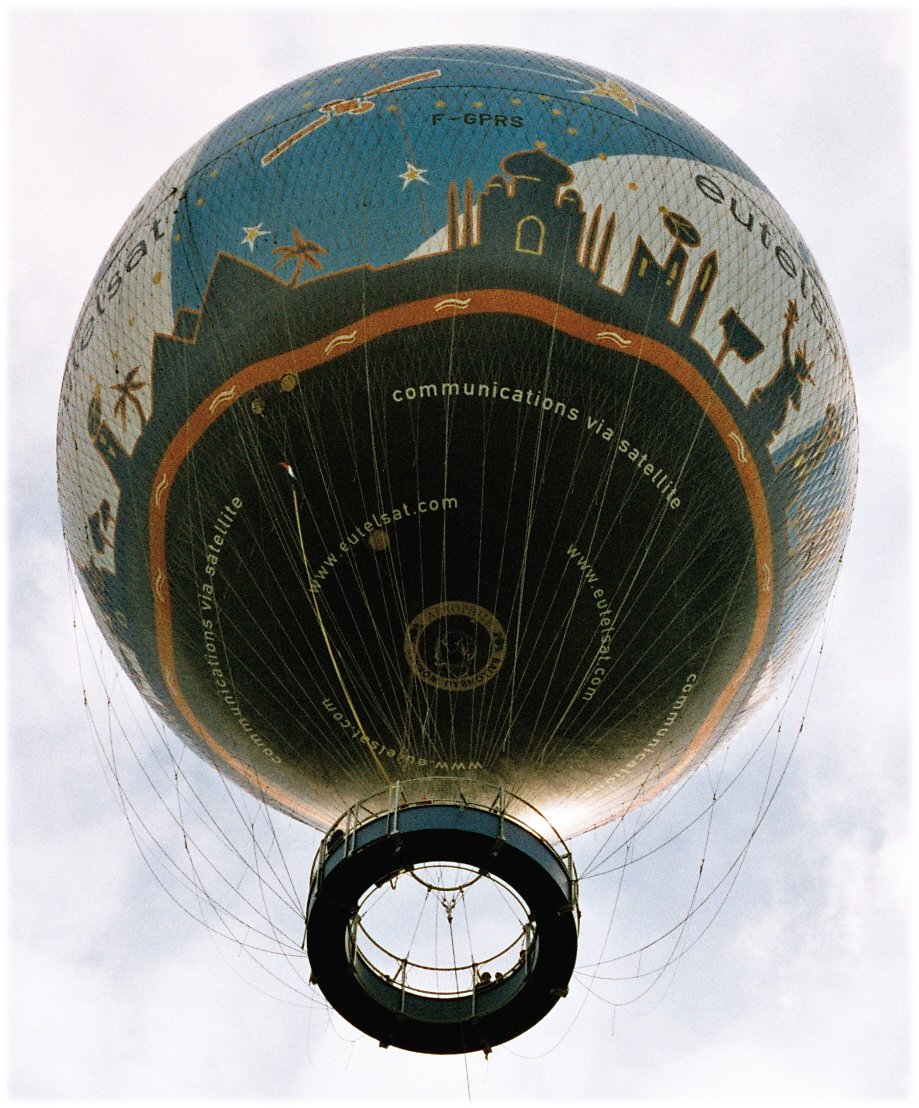
Một khinh khí cầu kết hợp khí cầu mặt trời đang đưa người du lịch

Khí cầu là một túi đựng không khí nóng hay các chất khí trong trường hợp dùng khí heli thì còn được gọi là khinh khí cầu, thường có khối lượng riêng nhỏ hơn không khí xung quanh và nhờ vào lực đẩy Ác-si-mét có thể bay lên cao trong khí quyển.
Các loại khí cầu nhỏ dùng cho trang trí hay đồ chơi trẻ em còn được gọi là bong bóng bay. Các loại lớn được dùng cho mục đích thám hiểm, thể thao, viễn thám khoa học, viễn thông,...

## Phân loại

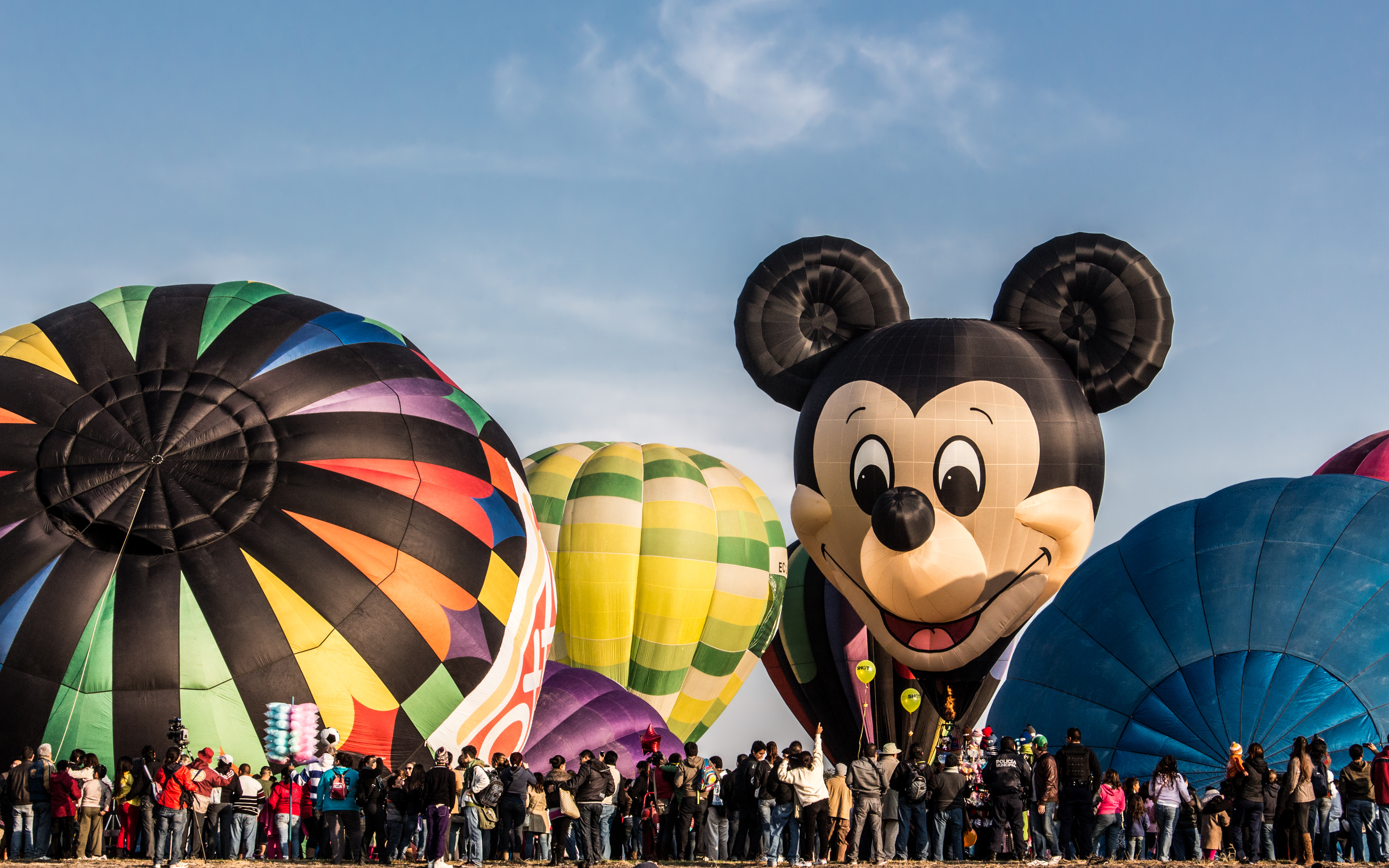
Lễ hội thả khí cầu tại León, Mexico năm 2012

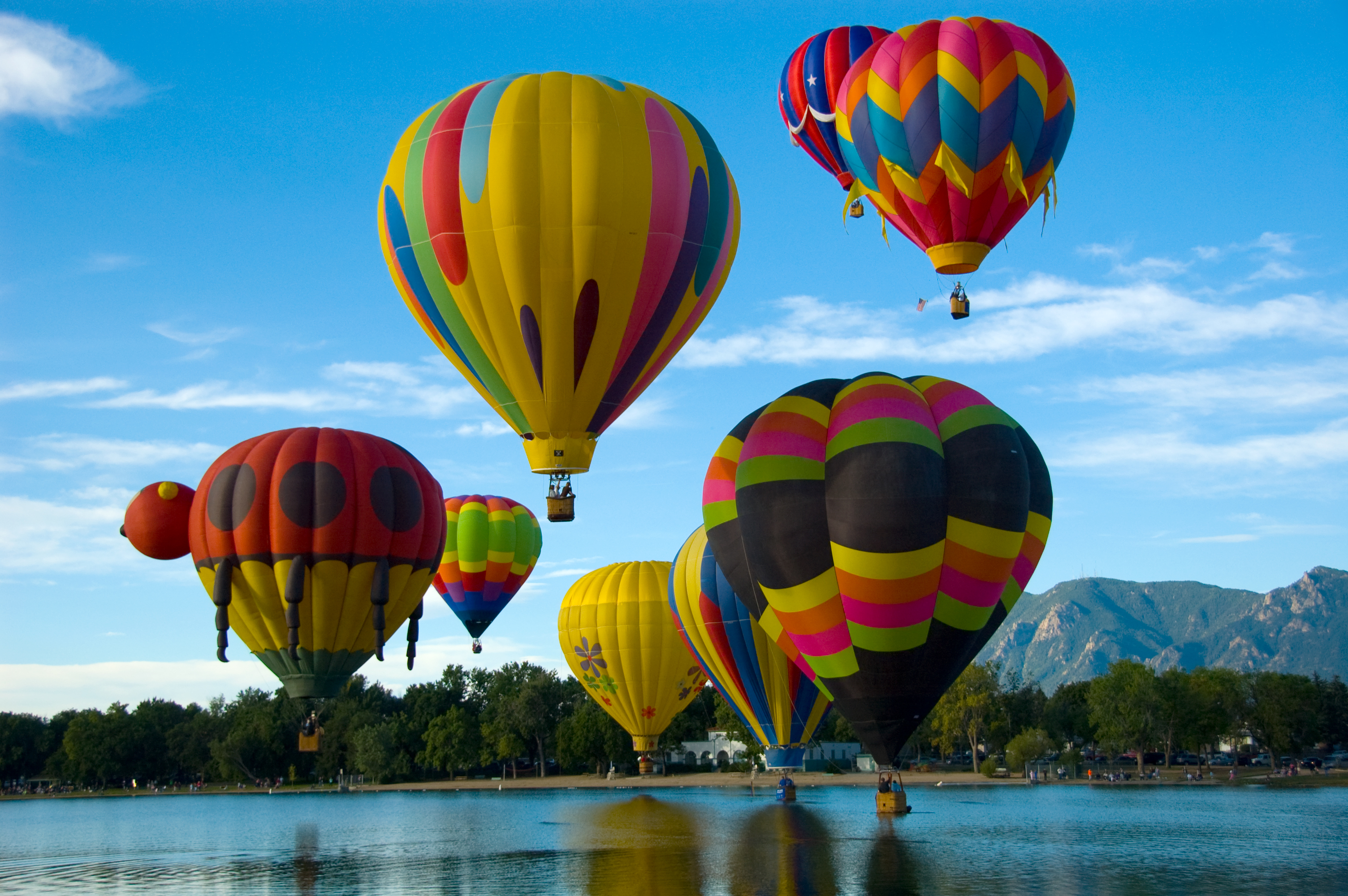
Thả khí cầu trên sông ở Colorado Springs, Colorado, Mỹ

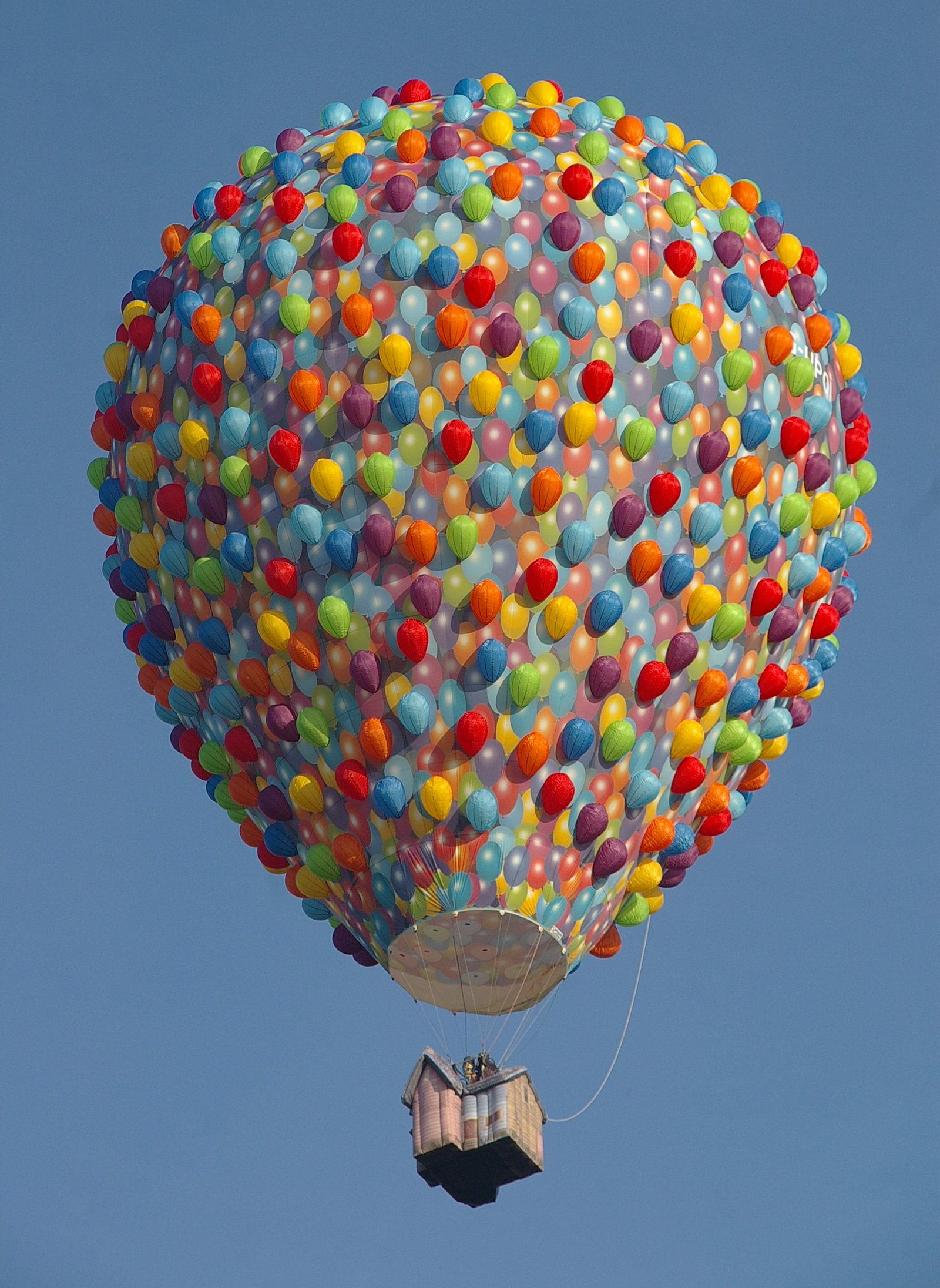
Thả khí cụ bay như trong phim Vút bay

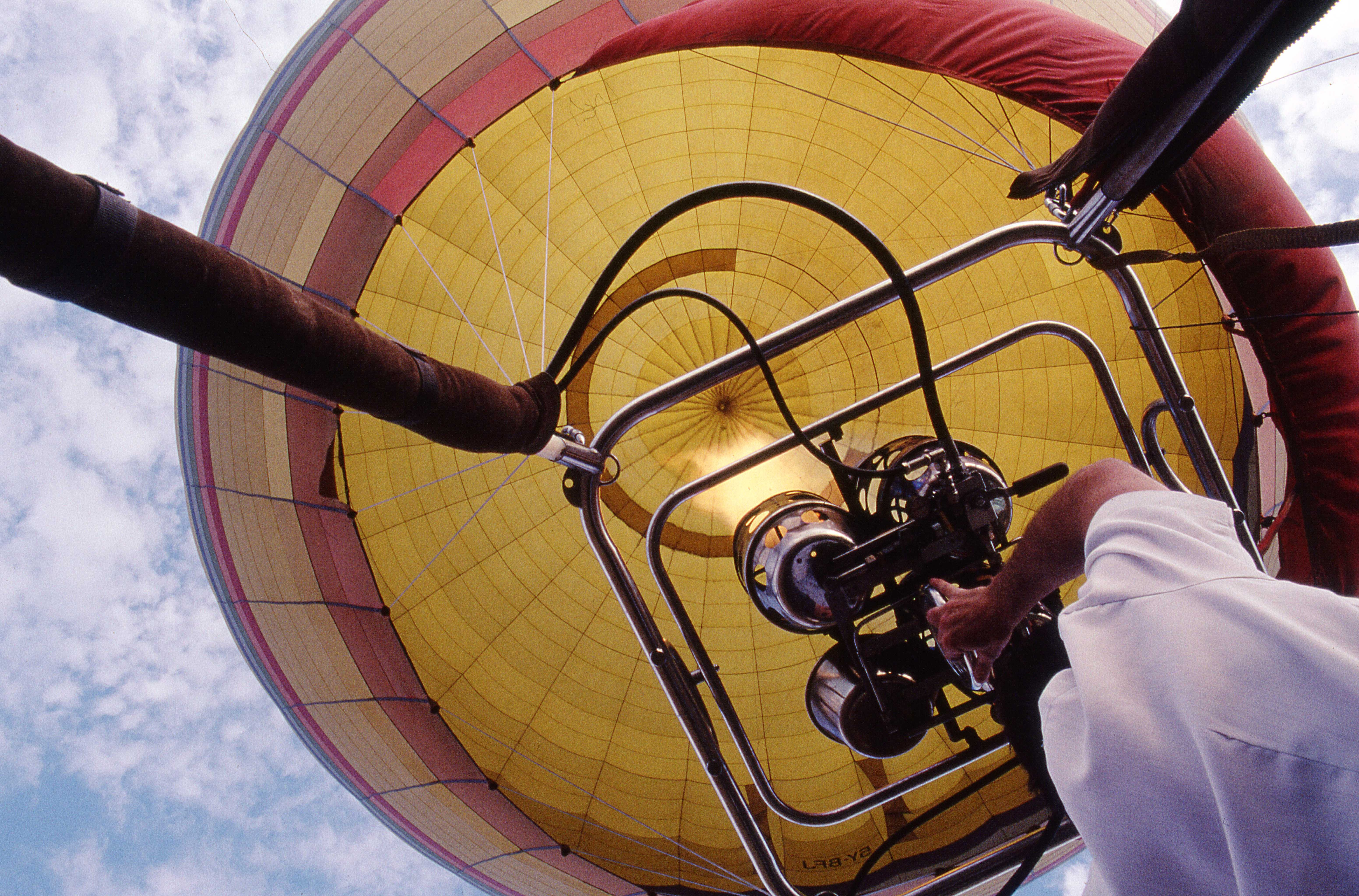
bên trong một quả khí cầu khi thổi khí vào với ngọn lửa

### Bóng bay
Các loại này có thể tích dưới vài lít dùng cho mục đích làm đồ chơi trẻ em như bóng bay đồ chơi, bóng bay mặt trời, bóng bay trực thăng hay để trang trí.
Một số bóng bay được dùng để gửi thư trong các cuộc thi bóng bay hay để rải truyền đơn.

### Khí cầu cỡ trung bình
Các khí cầu loại này có kích thước dưới 4000 lít. Các loại khí cầu này có thời gian bay không dài, từ vài giờ đến vài ngày.
- Loại di động: đã được dùng để chở bom và truyền đơn trong Đại chiến thế giới II.

Ngày nay chúng được nhiều nhà khí tượng học sử dụng để đo đạc cấu trúc thẳng đứng của khí quyển hằng ngày với thiết bị radiosonde.
- Loại cố định: loại này được buộc dây phía dưới để cố định. Chúng có thể được thiết kế bắt mắt và mang biển quảng cáo. Chúng còn được dùng để nâng các ăngten LF và ăngten VLF khi lắp đặt. Một số buổi lễ buổi tiệc lớn cũng dùng chúng cho trang trí.

### Khí cầu lớn
Các loại này có thể tích có thể lên tới 12000 mét khối. Có thể bay liên tục từ vài tuần đến vài tháng.
- Loại di động: loại này có khí nóng, được dùng để chuyên chở người và là phương tiện giao thông ở một số ít nơi. Các khí cầu khoa học chuyên chở máy móc phục vụ mục đích viễn thám khí quyển và mặt đất hay quan sát thiên văn. Các khí cầu mặt trời còn được dùng để phục vụ hoạt động viễn thông. Trong quân sự, người ta cũng dùng khí cầu này cho mục đích do thám hay mang bom nguyên tử để thử nổ.

Khí cầu này cũng giúp đưa vật thể lên quỹ đạo một cách tiết kiệm nhiên liệu hơn, khi kết hợp với tên lửa trong rockoon hay vệ tinh khí cầu.
- Loại cố định: loại này từng được dành cho quan sát đối phương trên trận địa trong các cuộc chiến tranh trước thời kỳ Đại chiến thế giới II. Pháp đã áp dụng kỹ thuật này trong cuộc tấn công vào thành Hưng Hóa ở Việt Nam năm 1884, một bức tranh miêu tả cuộc chiến còn lưu đến nay đã vẽ chi tiết này. Trong các đại chiến thế giới, quân đội các nước cũng sử dụng loại khí cầu cố định lớn với nhiều lưới chăng xuống mặt đất, có thể treo các khối thuốc nổ, để bẫy các máy bay tầm thấp của địch.

Tùy theo dung tích, khối lượng và loại khí được sử dụng, mà các khí cầu có thể bay ở độ cao từ 3–12 km trên không (Vượt qua những đám mây có độ cao tầm 4–6 km)

## Lịch sử
Các khí cầu cổ xưa được chế tạo từ bàng quang của động vật. Các khí cầu khí nóng được dùng làm đồ chơi trẻ em tại Trung Hoa từ khoảng thế kỷ 2 hoặc thế kỷ 3.
Có nhiều giả thuyết cho rằng các nền văn minh cổ đã dùng khí cầu khí nóng để chở người bay lên không trung. Ví dụ như công trình cổ đường Nazca chỉ có thể quan sát đầy đủ từ không trung, phải được xây dựng với sự hỗ trợ của một con mắt từ trên cao, chỉ có thể khả thi với khí cầu. Julian Nott đã chế tạo lại được một khí cầu như vậy với các nguyên vật liệu của thời kỳ này. Nott đã bay qua cánh đồng Nazca trên khí cầu do ông chế tạo, sử dụng củi để đun nóng khí.

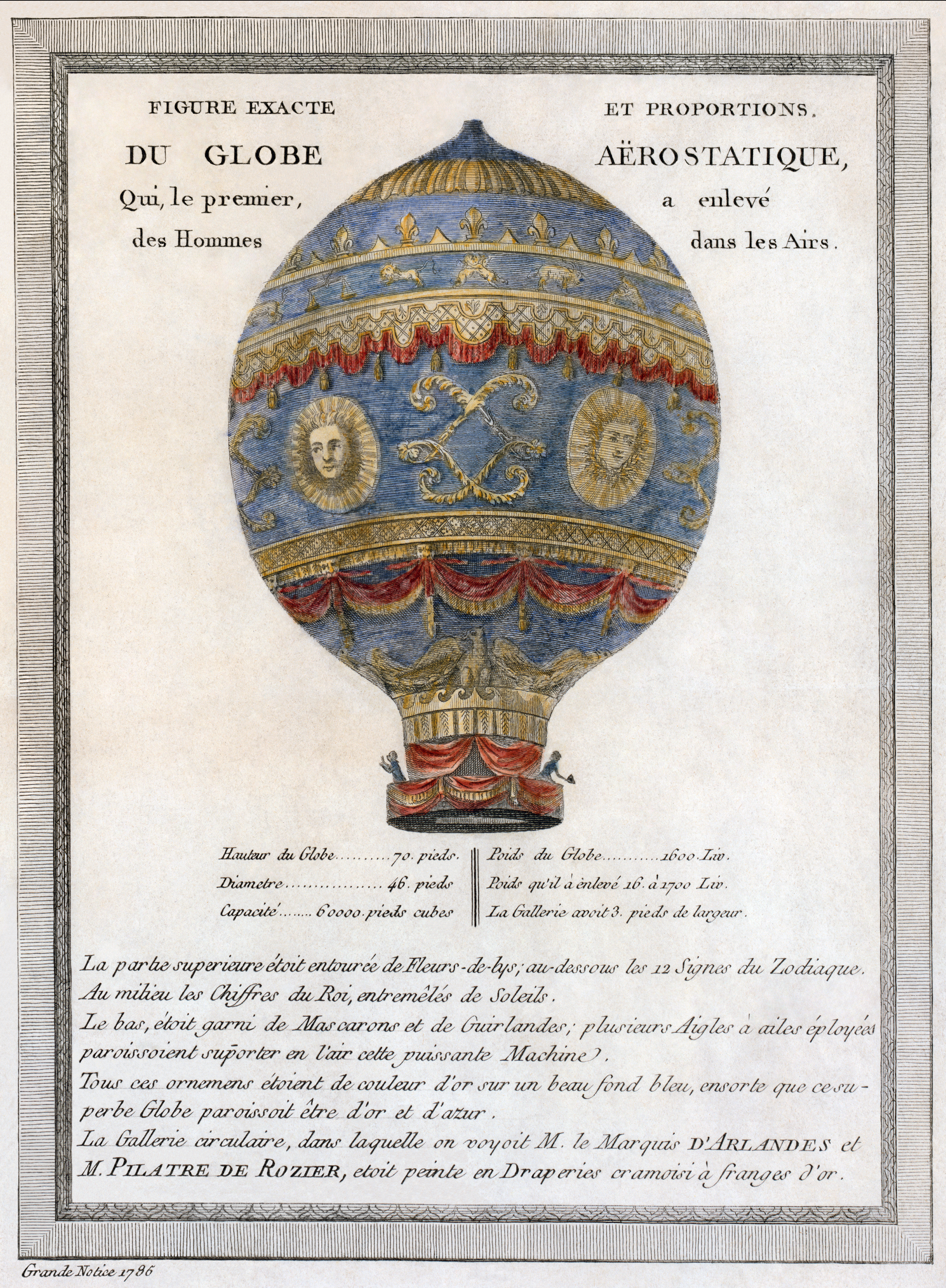
Một mô tả năm 1786 về quả bóng lịch sử của anh em nhà Montgolfier với dữ liệu kỹ thuật.

Ngày 5 tháng 8 năm 1709, tại Lisbon, Bartolomeu de Gusmão đã tạo ra một khí cầu khí nóng bay lên trong một phòng lớn. Ông đã chế tạo một khí cầu khác mang tên Passarola (tiếng Bồ Đào Nha nghĩa là chim lớn) và bay thử từ lâu đài Saint George, ở Lisbon, nhưng chỉ bay xa được một kilômét rồi bị rơi, nhưng ông không bị thương.
Henry Cavendish năm 1766 đã tạo ra khí cầu bơm khinh khí (hiđrô). Sau đó Joseph Black chứng minh khí cầu này có thể dùng để bay trong không trung được.
Quả khí cầu  sử dụng không khí nóng đầu tiên chuyên chở hành khách  được xây dựng bởi các anh em Josef và Etienne Montgolfier ở Annonay, Pháp năm 1783: chuyến bay chở khách đầu tiên là ngày 19 tháng 9 năm 1783, mang theo một con cừu, một con vịt và một con gà trống.
Cùng năm đó Jacques Charles tạo ra khí cầu bơm các chất khí nhẹ, một loại khí cầu sau đó trở nên thông dụng từ thập niên 1790 đến thập niên 1960.

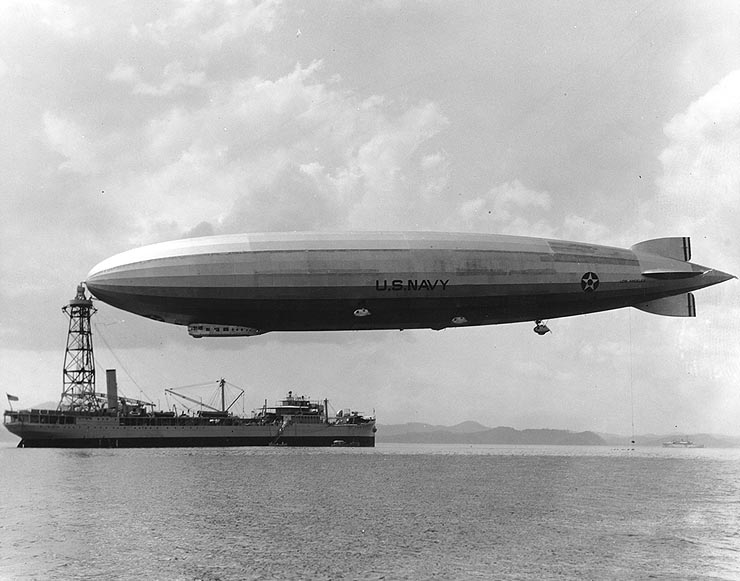
Zeppelin đã từng là những khí cầu khung cứng thành công nhất.Trong ảnh là Zeppelin và tàu USS Los Angeles năm 1931

Khinh khí (hiđrô), là một chất khí nhẹ hơn không khí, và phản ánh trong tên gọi của nó. Chất khí này cũng mang lại tên gọi khinh khí cầu. Khinh khí rất dễ chế tạo, từ việc điện phân nước, tuy nhiên nó có thể cháy nổ khi tiếp xúc với không khí ở nhiệt độ cao. Khinh khí đã gây một tai nạn thảm khốc với một khí cầu du lịch vào đầu thế kỷ 20; nó gây hỏa hoạn và giết chết toàn bộ phi hành đoàn khi họ đang trong không trung. Sau tai nạn đó, người ta không dùng khinh khí cho khí cầu lớn nữa và khinh khí chỉ còn được bơm cho một số bóng bay nhỏ. Những khí cầu bơm khí nay thường chỉ còn dùng heli, một khí trơ và an toàn.
Năm 1852, Henri Giffard đã chế tạo khí cầu có thể lái được, sử dụng động cơ hơi nước.
Ed Yost đã sáng tạo lại khí cầu khí nóng vào thập niên 1950, sử dụng nylông làm vỏ và buồng đốt prôpan. Chuyến bay bằng khí cầu loại này của ông vào năm 1960 đã khởi đầu môn thể thao khí cầu hiện đại.
Zeppelin đã từng là những khí cầu khung cứng thành công nhất.